# Agathis
Agathis és un gènere de coníferes de la família de les araucariàcies. Comprèn un total de 18 espècies acceptades. Era un gènere molt estès durant el Juràssic, però actualment està restringit a l'hemisferi sud, excepte una espècie a Malèsia.

## Descripció

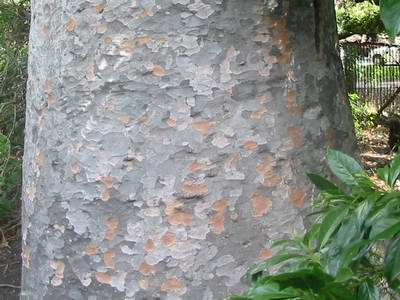
Escorça dAgathis robusta

Són arbres perennifolis i monoics. Els arbres joves tenen forma cònica i quan són madurs tenen un tronc extremadament gruixut. Les fulles són oposades o quasioposades; a diferència de moltes espècies de coníferes, tenen la fulla ampla i plana, amb pecíol diferenciat. Els cons pol·línics (flors masculines) són petits i solitaris. Cons femenins amb bràctees imbricades i de marge arrodonit. Les llavors presenten una única ala.

## Usos
Diverses espècies en proporcionen resines. La fusta és excepcionalment resistent i amb aquesta es fabriquen iots i guitarres, entre altres usos.

## Taxonomia
- Agathis atropurpurea—Black Kauri, Blue Kauri (Queensland, Austràlia)
- Agathis australis—Kauri, New Zealand Kauri
- Agathis borneensis (western Malèsia, Borneo)
- Agathis corbassonii—Red Kauri
- Agathis dammara (syn. A. celebica)—Bindang
- Agathis endertii (Borneo)
- Agathis flavescens (Borneo)
- Agathis kinabaluensis (Borneo)
- Agathis labillardieri
- Agathis lanceolata
- Agathis lenticula (Borneo)
- Agathis macrophylla (syn. A. vitiensis)—
- Agathis microstachya—Bull Kauri
- Agathis montana
- Agathis moorei—White Kauri
- Agathis orbicula (Borneo)
- Agathis ovata
- Agathis philippinensis (Filipines, Sulawesi)
- Agathis robusta—Queensland Kauri
- Agathis silbae (Vanuatu)
- Agathis spathulata—